# Prismatolaimus verrucosus
Prismatolaimus verrucosus är en rundmaskart som beskrevs av Hirschmann 1952. Prismatolaimus verrucosus ingår i släktet Prismatolaimus och familjen Prismatolaimidae. Inga underarter finns listade i Catalogue of Life.